# A Fair Exchange (film, 1911)
Pour les articles homonymes, voir A Fair Exchange.
A Fair Exchange est un film muet américain réalisé par Joseph A. Golden et sorti en 1911.

## Fiche technique
- Réalisation : Joseph A. Golden
- Scénario : Joseph A. Golden
- Production : William Selig
- Date de sortie : États-Unis : 17 août 1911

## Distribution
- Winifred Greenwood
- Thomas Carrigan
- Otis Thayer
- Lillian Leighton
- True Boardman
- Myrtle Stedman
- Rex De Rosselli